# James McNeill Whistler
James Abbott McNeill Whistler (Lowell, Massachusetts, 10 de julho de 1834 — Londres, 17 de julho de 1903) foi um pintor norte-americano estabelecido na Inglaterra e na França. Seus pais eram o engenheiro civil George Washington Whistler e sua segunda esposa, Anna Matilda McNeill.

## Biografia
Whistler passou a infância nos Estados Unidos até 1843, quando mudou-se para São Petersburgo, na Rússia, onde seu pai havia sido contratado para a construção de uma ferrovia no ano anterior. Lá, o menino Whistler tinha aulas particulares de arte, ingressando na Academia Imperial de Belas Artes de São Petersburgo com apenas 11 anos de idade.
Após a morte de seu pai, em 1849, a família retornou para a América. Em 1851, Whistler entrou para a Academia Militar dos Estados Unidos, em West Point, onde teve aula de artes com o renomado pintor Robert Walter Weir. Porém, um ato de indisciplina em uma aula de química levou à expulsão de Whistler da Academia Militar. No ano de 1855, James Whistler viajou para a Europa para estudar artes. Ele nunca mais retornou aos Estados Unidos, apesar de manter sua cidadania americana.
Chegando em Paris, James Whistler alugou um estúdio no Quartier Latin e rapidamente adotou a vida de um artista boêmio. Durante um curto período, ele estudou os métodos tradicionais da arte na Ecole Impériale et Spéciale de Dessin e no atelier de Charles Gleyre. Nesta época, namorou uma costureira francesa chamada Heloísa.
Em 1857, ele visitou a "Art Treasures Exhibition", em Manchester, formando uma paixão pelos grandes mestres holandeses que permaneceria ao longo de toda sua vida. No Museu do Louvre, ele conheceu Henri Fantin Latour, e, através dele, entrou no círculo de amizades de Gustave Courbet, líder dos realistas na época. Sua primeira pintura importante, um retrato de sua meia-irmã Deborah Haden e sua filha, foi rejeitado no Salão de 1859, mas admirado por Courbet.
Em agosto de 1858, uma viagem pelo norte da França resultou na série de gravuras "Twelve Etchings from Nature", impressas com a ajuda de Auguste Delâtre, em Paris. As gravuras de Whistler foram aceitas no 91º Salão da Royal Academy de Londres, em 1859. O sucesso do seu trabalho incentivou o artista a se mudar para a capital inglesa.

"Arranjo em cinza e preto No.1" (1871)

Entre seus trabalhos mais conhecidos, destaca-se a pintura Arranjo em cinza e preto No.1 (1871), popularmente conhecida como Retrato da Mãe do Artista.
James Abbott McNeill Whistler morreu em Londres, com 69 anos de idade, em 17 de julho de 1903.